# Ягдтигр
«Ягдтигр» (нем. Jagdtiger), полное официальное название Panzerjäger Tiger Ausf. B — германская самоходная артиллерийская установка (САУ) периода Второй мировой войны. По германской ведомственной системе обозначений военной техники относится к типу противотанковых «Panzerjäger» (нем. panzer — танк, нем. jäger — охотник), носил индекс Sd.Kfz.186. Был разработан в 1942-1944 годах на шасси тяжёлого танка «Тигр II».
«Ягдтигр» серийно производился с 1944 по 1945 год, однако, из-за перебоев с поставками материалов и разрушения заводов воздушными бомбардировками, была сдана заказчику всего 81 САУ этого типа из 150 заказанных. Из-за малочисленности выпущенных машин, их ненадёжности и постоянной проблемы нехватки горючего для них, боевое применение «Ягдтигров» было ограниченным и не оказало влияния на ход войны, хотя те машины, которым всё же довелось вступить в бой, продемонстрировали способность уверенно уничтожить любой из участвовавших в войне образцов бронетехники стран антигитлеровской коалиции, при этом оставаясь в лобовой проекции практически неуязвимым для их огня. Тем не менее в итоге, многие из этих немногочисленных САУ были просто брошены своими экипажами после израсходования боеприпасов, топлива, после поломки, или вследствие прямых атак противника с воздуха.

## Описание конструкции
«Ягдтигр» имел компоновку с размещением моторного отделения в кормовой части, совмещённого трансмиссионного отделения и отделения управления — в лобовой части, а боевого отделения — в неподвижной рубке в средней части корпуса. Экипаж САУ состоял из шести человек: механика-водителя и стрелка-радиста, располагавшихся в отделении управления и наводчика, командира и двух заряжающих, находившихся в боевом отделении.

### Броневой корпус
Корпус практически полностью был заимствован от танка «Королевский тигр», с удлинением на 300 мм из-за больших размеров рубки. Защита корпуса была внушительной — верхний лобовой лист имел толщину 150 мм при наклоне в 40 градусов, нижний — 120 мм с таким же наклоном. Толщина бортов и кормы была существенно ниже, впрочем, если учесть, что «Ягдтигру» вменялось в задачу практически всегда быть обращённым к противнику мощной лобовой бронёй, это обстоятельство можно было не принимать во внимание.

### Рубка
Вместо вращающейся башни на «Ягдтигр» ставили массивную неподвижную рубку. Лобовой броневой лист довоенного изготовления (М. Свирин), взятый из запасов Кригсмарине, имел толщину 250 мм с наклоном 15 градусов от вертикали, что делало его практически неуязвимым для всех танковых и противотанковых орудий противника. Из-за огромной массы орудия с маской была применена уникальная схема его монтажа — вместо того, чтобы закрепить орудие на шарнире в лобовом бронелисте рубки, как это характерно для «классических» самоходок, конструкторы создали особый подъёмно-поворотный механизм, который монтировался на полике боевого отделения. Таким образом, броневая рубка как бы строилась «вокруг» орудия и экипажа, не входя с орудием в непосредственное зацепление.
Пушка оснащалась конической маской типа Saukopf («свиная голова»).

### Средства наблюдения и связи
Для механика-водителя был установлен бинокулярный перископ Fahrerfernrohr K.F.F. 2 с полем зрения в 65° и кратностью в 1х. Для лобового пулемёта применялся монокулярный прицел K.Z.F. 2 с полем зрения 18° и кратностью увеличения 1,8х. Для орудия использовался монокулярный прицел Winkelzielfernohr (W.Z.F.) 2/7 либо 2/1 с кратностью 10х и полем зрения 7°.

### Двигатель и трансмиссия
Ни двигателем, ни трансмиссией «Ягдтигр» не отличался от линейного танка, оснащённого 12-цилиндровым бензиновым двигателем Maybach HL 230 P30 мощностью 700 л. с. при 3000 об/мин.

### Ходовая часть
Подвеска использовалась двух типов. Фердинанд Порше применил свою, внешнюю, на тележках с продольными торсионами (принципиально походила на ту, что ставилась на САУ «Фердинанд»). Однако на сравнительных испытаниях с установкой на подвеске Хеншель, выяснилось, что первая, хоть и легче и проще в обслуживании, не пригодна для столь тяжелой машины. Поэтому в серию пошло классическое шасси. Ходовая часть практически полностью была заимствована у базового танка и применительно к одному борту состояла из ведущего колеса переднего расположения, пяти двойных катков с опорой на внешнюю часть гусеницы, четырёх двойных опорных катков с опорой на внутреннюю часть гусеницы и направляющего колеса. Правда, в отличие от танка, у которого половинки направляющего колеса частично перекрывали девятый опорный каток, из-за увеличившейся длины корпуса направляющее колесо было отнесено назад. Ширина гусеницы составляла 800 мм.

### Вооружение
В лобовом броневом листе рубки устанавливалась 128-мм нарезная пушка PaK 44 с длиной ствола 55 калибров, позже переименованная в 12,8 cm Pak 80 (12,8 cm Panzerjägerkanone 80). При этом из-за большой массы конструкторы отказались от классического для САУ монтажа орудия собственно в лобовом листе. Орудие было смонтировано на специальной тумбе, которая устанавливалась на полу боевого отделения. Из-за огромной же отдачи, которая разрушающе воздействовала на ходовую часть, машина вела огонь преимущественно с места. Боекомплект состоял из 38—40 бронебойных и фугасных выстрелов раздельного заряжания и 2925 патронов к курсовому пулемёту, размещённому в верхнем лобовом листе корпуса. Масса бронебойного снаряда — 28 кг, фугасного — 25,6 кг. На 4 машины из числа самых поздних (номера шасси 305078, 305079, 305080, 305081, выпущены в апреле 1945 года) в силу отсутствия орудия Pak. 44 в необходимом количестве, было установлено 88-мм орудие Pak 43/3 L/71 с длиной ствола 71 калибр, что повлияло на машину, орудие Pak 43 меньше весило чем стандартное Pak 44, из-за чего вес машины составил 69,68 т (Хеншель 71,0 т).
По некоторым данным, на часть машин устанавливались зенитные пулемёты MG-42.

### Боеприпасы к 128-мм орудию
| Снаряды к орудию 12,8 cm PaK 44 L/55               |                                            |                                                                          |                                         |
| Снаряды                                            | Бронебойный снаряд Panzergranate 39/43 APC | Бронебойный снаряд Panzergranate 40/43 APBC (с баллистическим колпачком) | Осколочно-фугасный снаряд Sprenggranate |
| Масса                                              |                                            | 28,3 кг                                                                  | 28,0 кг                                 |
| Масса взрывчатого вещества                         |                                            | 0,55 кг                                                                  | 3,6 кг                                  |
| Метательный заряд                                  |                                            | 15 кг                                                                    | 12,2 кг                                 |
| Длина снаряда                                      |                                            | 49,65 см                                                                 | 62,3 см                                 |
| Начальная скорость                                 |                                            | 930 м/с                                                                  | 750 м/с                                 |
| Бронепробиваемость при угле встречи 30° от нормали |                                            |                                                                          |                                         |
| На дистанции 500 м                                 | 166 мм                                     | 235 мм                                                                   |                                         |
| На дистанции 1000 м                                | 143 мм                                     | 210 мм                                                                   |                                         |
| На дистанции 2000 м                                | 117 мм                                     | 190 мм                                                                   |                                         |

## Серийное производство
№ 305001 — 305084, из них с ходовой частью Порше № 305001, 305003 — 305012. Производство осуществлялось на Nibelungenwerk.
| Серийное производство |       |       |       |       |       |       |       |       |       |       |       |       |       |       |
| Год                   | 1944  | 1944  | 1944  | 1944  | 1944  | 1944  | 1944  | 1944  | 1945  | 1945  | 1945  | 1945  | 1945  | Итого |
| Месяц                 | 2     | 7     | 8     | 9     | 10    | 11    | 12    | Всего | 1     | 2     | 3     | 4     | Всего | Итого |
| Jagdtiger (P)         | 1     | 3     | 3     | 4     |       |       |       | 11    |       |       |       |       |       | 11    |
| Jagdtiger (H)         | 1     |       |       | 4     | 9     | 6     | 20    | 40    | 10    | 13    | 3     | 7*    | 33    | 73    |
| Итого                 | Итого | Итого | Итого | Итого | Итого | Итого | Итого | Итого | Итого | Итого | Итого | Итого | Итого | 84    |

*Четыре из них (№ 305081 — 305084) были вооружены 88-мм пушками, но так как не получили прицелов, то окончательно приняты не были и в боевых действиях не участвовали. Ещё 4 машины (№ 305085 — 305088) также находились в процессе сборки.

## Организационно-штатная структура
«Ягдтигры» поступали на вооружение отдельных тяжёлых противотанковых батальонов (schwere Panzerjagerabteilung, s.Pz.Jgr.Abt). Планировалось, что они заменят в этих подразделениях САУ «Фердинанд». Однако из-за сложности в производстве и постоянных бомбёжек авиации союзников удалось выпустить сравнительно небольшое количество машин, и этим планам не суждено было сбыться. В результате «Ягдтиграми» было вооружено по две из трёх рот в двух тяжёлых противотанковых батальонах — знаменитых 653-м и 654-м, ранее проявивших себя на Курской дуге.

## Боевое применение

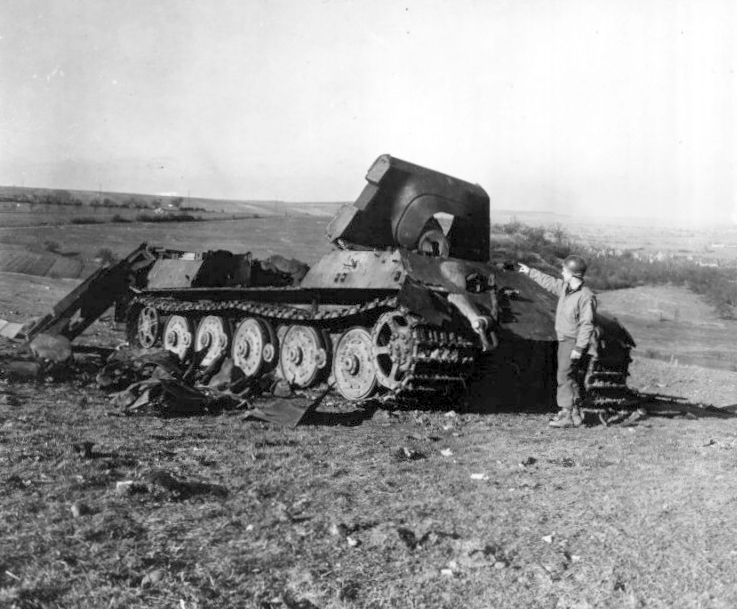
Уничтоженный «Ягдтигр»

Впервые «Ягдтигры» были использованы в боях на Западном фронте в марте 1945 года. Они уверенно поражали американские «Шерманы» в любую проекцию с расстояния 2500-3000 м. В начале апреля 1945 года в боевых частях на Западном фронте насчитывалось 24 «Ягдтигра». Все произведённые «Ягдтигры» составляли два батальона. Один батальон дислоцировался на Западном фронте, другой участвовал в марте 1945 года в операции «Весеннее пробуждение» в Венгрии.
Батальон САУ, действовавших на Западном фронте, участвовал в боях в Рурском районе и оказался в окружении в Рурском котле. После нескольких дней боёв, когда германские войска в Рурском мешке сдались, почти вся техника была уничтожена самими немцами, чтобы та не досталась противнику.

## Оценка машины

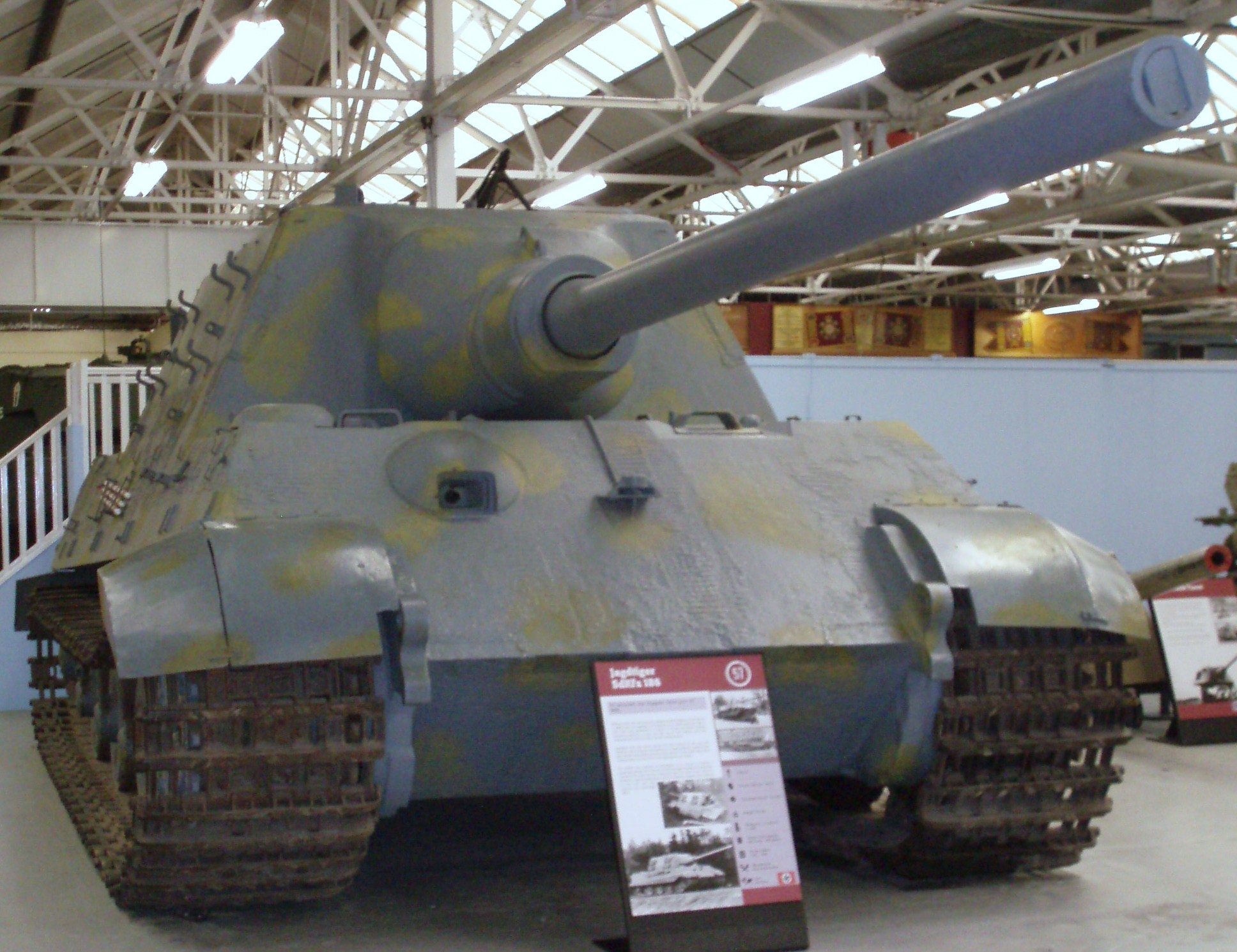
В Танковом музее в Бовингтоне

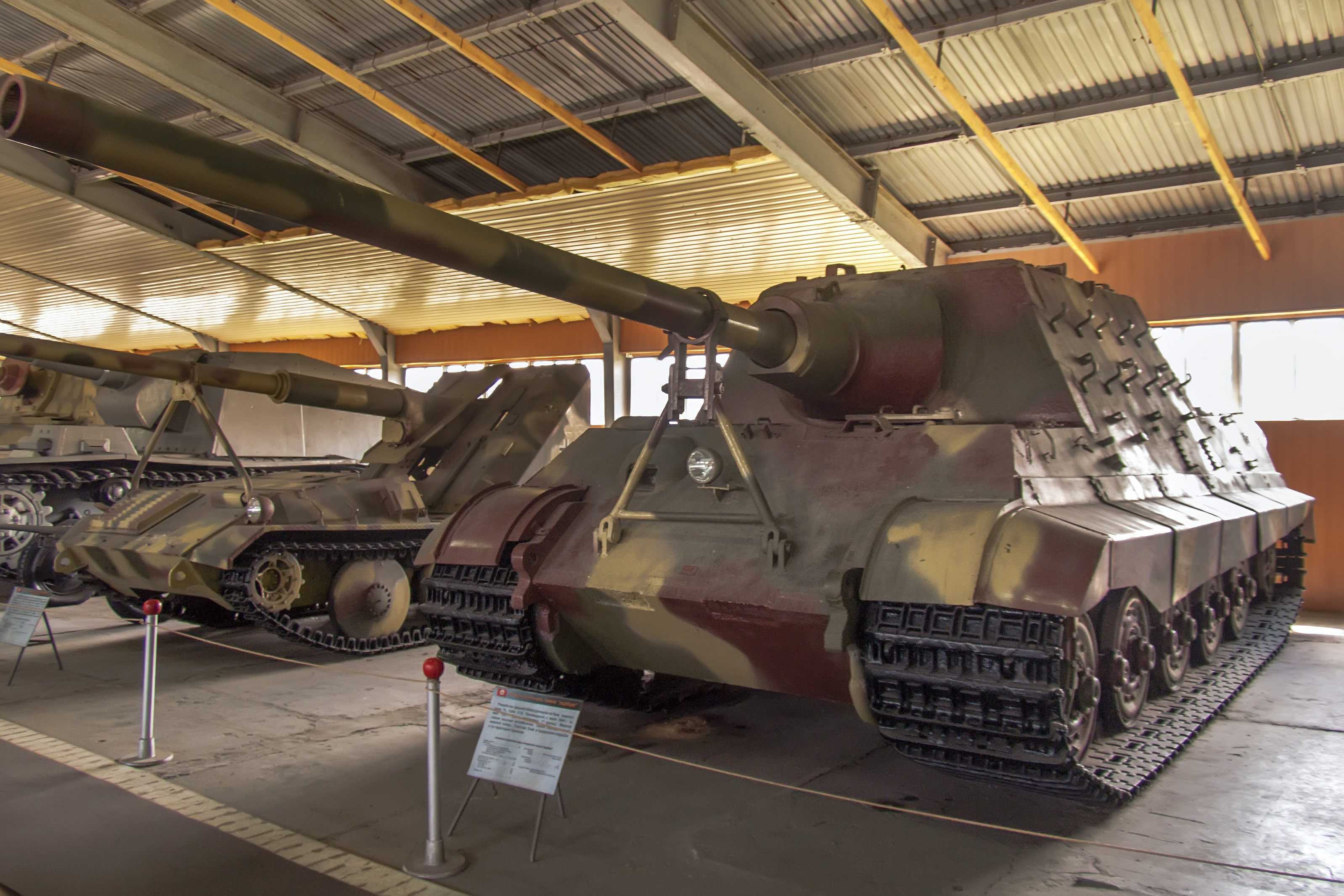
В Бронетанковом музее в Кубинке

«Ягдтигр» в противотанковых возможностях превосходил все серийные танки и САУ как антигитлеровской коалиции, так и нацистской Германии. Пушка PaK 44 с длиной ствола в 55 калибров, созданная на базе зенитки, позволяла поражать любой танк на всех разумных дистанциях боя.
Вместе с тем, самоходка обладала целым набором существенных недостатков, самыми важными из которых были следующие:
- Ходовая часть «Ягдтигра» была крайне перегруженной, что привело к очень низкой надёжности машины. По этой причине в конструкцию САУ штатно входили два стационарных подрывных заряда для её уничтожения в случае технической неисправности. Один заряд размещался под двигателем, второй — под казёнником пушки.
- Мощность двигателя в 700 л. с. для машины массой 75 тонн была явно недостаточной. Следствием этого была плохая подвижность САУ, что уменьшало преимущества мощнейшего лобового бронирования и вооружения. Для сравнения, аналогичный двигатель был установлен на танке «Пантера», который весил на 30 тонн меньше. По этой причине самоходка в основном использовалась в укрытиях на стационарных позициях, где её низкие ходовые качества особой роли не играли.
- При отсутствии вращающейся башни и невысокой скорострельности из-за раздельного заряжания при численном превосходстве противника, атака во фланг «Ягдтигру» становилась очень вероятной. В 1944—1945 гг. его бортовая броня не обеспечивала надёжной защиты от современных танковых и противотанковых пушек стран антигитлеровской коалиции. Это же делало машину уязвимой для атак пехоты со средствами ближнего противотанкового боя — гранатомётами «Базука» или трофейными фаустпатронами.
- Дороговизна и нетехнологичность производства.
- САУ была крайне тяжела, вязла на мягком грунте (распаханной пашне) и не могла проехать по ряду мостов из-за большой массы.
- Несмотря на недостатки конструкции, известный немецкий танкист Отто Кариус, получивший Рыцарский крест с дубовыми листьями за бои на Восточном фронте и воевавший на «Ягдтигре» в самом конце войны, главной проблемой этой машины считал низкую степень подготовки экипажей, что и привело в итоге к значительным боевым и небоевым (от поломок) потерям, а исходя из этого и низкую боевую эффективности оснащённых этими САУ подразделений в целом[3]. Таким образом, САУ в известной мере повторила судьбу французских средних танков Somua S35, не оказавших значительного влияния на ход войны в 1940 году, несмотря на определённое техническое превосходство над ранними немецкими танками.

В результате число выпущенных машин было невелико, и они не оказали сколько-нибудь значительного влияния на исход боевых действий.

## В стендовом моделизме и игровой индустрии
Сборные модели в масштабе 1/35 выпускаются фирмами Tamiya (Япония), Dragon (Китай) и Takom (Китай). В масштабе 1/100 модель выпускается фирмой Звезда (Россия). В масштабе 1:16 выпускается фирмой Trumpeter (Китай).
САУ представлена в компьютерных играх Operation Europe: Path to Victory 1939—1945, Panzer General, Panzer Front, Sudden Strike, Вторая мировая, В тылу врага 2, Блицкриг, World of Tanks, World of Tanks Blitz, War Thunder, War Thunder Mobile Company of Heroes 2, Ground War: Tanks, Heroes & Generals.